# Pella
Pella (tiếng Hy Lạp: Πέλλα) là một khu tự quản ở vùng Trung Makedonía, Hy Lạp. Khu tự quản Pella có diện tích 669 km², dân số theo điều tra ngày 18 tháng 3 năm 2001 là 64847 người.Đây từng là thủ đô của Vương quốc Macedonia